# Tedania elegans
Espèce
Synonymes
Clathrissa elegans Lendenfeld, 1888
Tedania elegans est une espèce d'éponges de la famille Tedaniidae. Elle est trouvée en Australie.